# Plussbank Cervélo/Saison 2010
Dieser Artikel listet Erfolge und Fahrer des Radsportteams Plussbank Cervélo in der Saison 2010 auf.

## Mannschaft
| Name                   | Geburtstag       | Nationalität | Team 2009        |
| ---------------------- | ---------------- | ------------ | ---------------- |
| Niklas Åkvik           | 31. März 1989    | Norwegen     | Neoprofi         |
| Christian Hals Frivold | 4. Mai 1991      | Norwegen     | Neoprofi         |
| Adrian Gjølberg        | 23. Februar 1989 | Norwegen     | Neoprofi         |
| Jon Anders Grøndahl    | 4. Januar 1988   | Norwegen     | Neoprofi         |
| Ole Jørgen Jensen      | 4. April 1988    | Norwegen     | Team Trek Adecco |
| Øystein Stake Laengen  | 7. Februar 1989  | Norwegen     | Neoprofi         |
| Morten Mørland         | 5. Dezember 1986 | Norwegen     | Neoprofi         |
| Åsmund Sivertsen       | 21. April 1988   | Norwegen     | Neoprofi         |
| Tengel Storvold-Hjembo | 12. Februar 1975 | Norwegen     | Neoprofi         |
| Torgeir Strandberg     | 6. Juni 1990     | Norwegen     | Neoprofi         |